# Hélène Aholou Keke
Hélène Aholou Keke là một luật sư và là một chính trị gia có quốc tịch Bénin.
Bà có chuyên môn về luật gia đình và lần đầu tiên được tham gia một cuộc tố tụng ở Paris, Pháp. Bà tham gia vào cuộc tố tụng của Cotonou vào năm 2008  Trong hơn 20 năm, bà làm luật sư cho chính phủ Benin.
Keke đã từng là thành viên của Quốc hội Bénin trong các cơ quan lập pháp nhiệm kì thứ năm (2007-11) và thứ sáu (2011 2015). Bà là chủ tịch của Ủy ban Pháp luật và Nhân quyền của Hội đồng vào tháng 12 năm 2012 khi án tử hình được bãi bỏ. Keke đã từ chức khỏi Lực lượng Cowry cho một Benin nổi lên ở Benin năm 2015.
Bà đã nêu ra những điểm bất thường trong cuộc bầu cử với báo chí và chính quyền vào tháng 2 năm 2016 trước cuộc bầu cử tổng thống Benin năm 2016, bao gồm việc đăng ký 51 trạm bỏ phiếu nhiều hơn so với luật pháp cho phép. Vào tháng 5 năm 2016, bà được bổ nhiệm làm một trong 30 thành viên của Ủy ban Cải cách Chính trị và Thể chế Quốc gia bởi Chủ tịch mới, độc lập Patrice Talon.